# Мартиня Вас (Требнє)
Мартиня Вас (словен. Martinja vas) — поселення в общині Требнє, регіон Південно-Східна Словенія, Словенія.